# Panteón Municipal de Santa Eulalia
El Panteón Municipal de Santa Eulalia, conocido popularmente como Panteón de Santa Paula, es un cementerio ubicado en la ciudad capitalina de Guanajuato, en el estado de Guanajuato.

## Historia
El Panteón de Santa Paula fue inaugurado el 13 de marzo de 1861.
El primer cuerpo sepultado en el recinto, fue el de Francisco Centeno, y la tumba más antigua del lugar data del 30 de abril de 1861, correspondiente a una mujer de nombre Gerarda de Zamora.
Este cementerio fue utilizado como lugar de sepultura de varias víctimas de la primera pandemia de cólera que para esos años, habiendo terminado en el mundo, continuaba azotando al país, debido a la sobrepoblación de distintos atrios de iglesias donde también se ofreció sepultura.

## LasMomias de Guanajuato
Es sabido que en México, al no cumplir las familias de difuntos con una cuota o impuesto de sepultura, las autoridades locales proceden a exhumar los cadáveres que gozaban de sepultura.
Cerca del año 1865, cuando las autoridades locales procedieron a exhumar el cadáver del médico francés, Remigio Leroy, se percataron de que este, se había momificado en un proceso completamente natural, consistente en la deshidratación del cadáver. Al cabo de un tiempo, se fueron descubriendo más de estos restos momificados, los cuales se depositaban en las catacumbas del lugar, que posteriormente se abrirían al público.
Al cabo de unos años, el espacio disponible en las catacumbas del cementerio utilizado para albergar nuevas momias que fueran descubiertas comenzó a escasear, optando por la construcción de un museo que a día de hoy alberga más de 100 de estas momias. Dicho museo se ubica a espaldas de este cementerio.
Al día de hoy, se han descubierto 111 cuerpos momificados en los 37,800 metros de extensión que conforman el panteón.

## Importancia Cultural
En este cementerio, cada año, se realiza el Festival Internacional de Cine de Guanajuato en la última semana de julio, exhibiéndose películas de terror en sus pasillos. Asimismo, a pesar de haber sido prohibido el uso de su suelo para poder realizar sepulturas, actualmente cuenta con visitas guiadas al interior de este cementerio.